# جربا (الأردن)
الجربا هي قرية موجودة في محافظة معان في جنوب الأردن، وكانت مركز لحماية الحجاج
باتفاق مع أمير مكة الشريف وبالتنسيق مع أحمد باشا الجزار والي عكا على تأمين طرق الحج للدولة العثمانية، وليس للقرية أدنى علاقة بآل المحمد الجربا؛ إذ أن القرية معروفة باسمها «الجربا» من عهد بعيد جداً، أي قبل ظهور آل الجربا.